# Moḩammadābād-e Afshār
Moḩammadābād-e Afshār (persiska: مُحَمَّدابادِ افشار, محمّد آباد افشار) är en ort i Iran.   Den ligger i provinsen Alborz, i den norra delen av landet, 60 km väster om huvudstaden Teheran. Moḩammadābād-e Afshār ligger 1 269 meter över havet och antalet invånare är 466.
Terrängen runt Moḩammadābād-e Afshār är huvudsakligen platt, men åt nordost är den kuperad.Runt Moḩammadābād-e Afshār är det mycket tätbefolkat, med 1 018 invånare per kvadratkilometer. Närmaste större samhälle är Karaj, 18,2 km öster om Moḩammadābād-e Afshār. Trakten runt Moḩammadābād-e Afshār består till största delen av jordbruksmark.